# Lista de aves da estação ecológica da Mata Preta
Esta tabela contém uma relação das espécies de aves registrados na Estação Ecológica da Mata Preta e entorno.
| Família           | Espécie                     | Nome popular                  | Status   |
| ----------------- | --------------------------- | ----------------------------- | -------- |
| Tinamidae         | Nothura maculosa            | Codorna amarela               |          |
| Tinamidae         | Crypturellus obsoletus      | Inhambuguaçu                  |          |
| Anatidae          | Dendrocygna viduata         | Irerê                         |          |
| Anatidae          | Cairina moschata            | Pato do mato                  |          |
| Anatidae          | Anas georgica               | Marreca parda                 |          |
| Anatidae          | Amazonetta brasiliensis     | Pé vermelho                   |          |
| Cracidae          | Penelope obscura            | Jacuaçu                       |          |
| Phalacrocoracidae | Phalacrocorax brasilianus   | Biguá                         |          |
| Ardeidae          | Butorides striata           | Socozinho                     |          |
| Ardeidae          | Ardea alba                  | Garça branca grande           |          |
| Ardeidae          | Syrigma sibilatrix          | Maria faceira                 |          |
| Ardeidae          | Egretta thula               | Garça branca pequena          |          |
| Threskiornithidae | Plegadis chihi              | Carauna de cara branca        |          |
| Threskiornithidae | Theristicus caudatus        | Curicaca                      |          |
| Cathartidae       | Cathartes aura              | Urubu de cabeça vermelha      |          |
| Cathartidae       | Coragyps atratus            | Urubu de cabeça preta         |          |
| Accipitridae      | Elanoides forficatus        | Gavião tesoura                |          |
| Accipitridae      | Elanus leucurus             | Gavião peneira                |          |
| Accipitridae      | Ictinia plumbea             | Sovi                          |          |
| Accipitridae      | Leucopternis polionotus     | Gavião pombo grande           |          |
| Accipitridae      | Urubutinga urubitinga       | Gavião preto                  |          |
| Accipitridae      | Heterospizias meridionalis  | Gavião caboclo                |          |
| Accipitridae      | Rupornis magnirostris       | Gavião carijó                 |          |
| Falconidae        | Polyborus plancus           | Carcará                       |          |
| Falconidae        | Milvago chimachima          | Carrapateiro                  |          |
| Falconidae        | Milvago chimango            | Gavião chimango               |          |
| Falconidae        | Milvago ruficollis          | Falcão caburé                 |          |
| Falconidae        | Falco sparverius            | Quiriquiri                    |          |
| Falconidae        | Falco femoralis             | Falcão de coleira             |          |
| Rallidae          | Aramides saracura           | Saracura do mato              |          |
| Rallidae          | Pardirallus nigricans       | Saracura sanã                 |          |
| Rallidae          | Gallinula chloropus         | Frango d'agua comum           |          |
| Cariamidae        | Cariama cristata            | Siriema                       |          |
| Podicipedidae     | Podilymbus podiceps         | Mergulhão caçador             |          |
| Podicipedidae     | Tachybaptus dominicus       | Mergulhão pequeno             |          |
| Charadriidae      | Vanellus chilensis          | Quero-quero                   |          |
| Recurvirostridae  | Himantopus melanurus        | Pernilongo de costas brancas  |          |
| Jacanidae         | Jacana jacana               | Jaçanã                        |          |
| Columbidae        | Columbina talpacoti         | Rolinha roxa                  |          |
| Columbidae        | Patagioenas picazuro        | Pombão                        |          |
| Columbidae        | Zenaida auriculata          | Pomba de bando                |          |
| Psittacidae       | Pyrrhura frontalis          | Tiriba de testa vermelha      |          |
| Psittacidae       | Pionus maximiliani          | Maitaca verde                 |          |
| Psittacidae       | Amazona vinacea             | Papagaio do peito roxo        | Ameaçada |
| Cuculidae         | Piaya cayana                | Alma de gato                  |          |
| Cuculidae         | Crotophaga ani              | Anu preto                     |          |
| Cuculidae         | Guira guira                 | Anu branco                    |          |
| Tytonidae         | Tyto alba                   | Suindara                      |          |
| Strigidae         | Megascops choliba           | Corujinha do mato             |          |
| Strigidae         | Pulsatrix koeniswaldiana    | Murucututu de barriga amarela |          |
| Strigidae         | Strix hylophila             | Coruja listrada               |          |
| Strigidae         | Athene cunicularia          | Coruja buraqueira             |          |
| Strigidae         | Asio clamator               | Coruja orelhuda               |          |
| Caprimulgidae     | Macropsalis forcipata       | Bacurau tesoura gigante       |          |
| Trochilidae       | Thalurania glaucopis        | Beija flor de fronte violeta  |          |
| Trochilidae       | Leucochloris albicollis     | Beija flor de papo branco     |          |
| Trogonidae        | Trogon surrucura            | Surucuá variado               |          |
| Alcedinidae       | Megaceryle torquata         | Martim pescador grande        |          |
| Alcedinidae       | Chloroceryle americana      | Martim pescador pequeno       |          |
| Momotidae         | Baryphthengus ruficapillus  | Coruja buraqueira             |          |
| Bucconidae        | Nystalus chacuru            | João bobo                     |          |
| Ramphastidae      | Ramphastos dicolorus        | Tucano de bico verde          |          |
| Picidae           | Melanerpes flavifrons       | Benedito de testa amarela     |          |
| Picidae           | Piculus aurulentus          | Picapau-dourado               |          |
| Picidae           | Colaptes melanochloros      | Picapau-verde-barrado         |          |
| Picidae           | Colaptes campestris         | Picapau-do-campo              |          |
| Picidae           | Dryocopus lineatus          | Picapau-de-banda-branca       |          |
| Picidae           | Campephilus robustus        | Picapau-rei                   |          |
| Thamnophilidae    | Thamnophilus caerulescens   | Choca da mata                 |          |
| Conopophagidae    | Conopophaga lineata         | Chupa-dente                   |          |
| Dendrocolaptidae  | Sittasomus griseicapillus   | Arapaçu verde                 |          |
| Dendrocolaptidae  | Dendrocolaptes platyrostris | Arapaçu grande                |          |
| Furnariidae       | Furnarius rufus             | João de barro                 |          |
| Pipridae          | Chiroxiphia caudata         | Tangara                       |          |
| Tityridae         | Pachyramphus validus        | Caneleiro de chapéu preto     |          |
| Cotingidae        | Pyroderus scutatus          | Pavó                          |          |
| Tyrannidae        | Serpophaga nigricans        | João pobre                    |          |
| Tyrannidae        | Pitangus sulphuratus        | Bem-te-vi                     |          |
| Tyrannidae        | Tyrannus melancholicus      | Suiriri                       |          |
| Tyrannidae        | Tyrannus savana             | Tesourinha do campo           |          |
| Tyrannidae        | Colonia colonus             | Viuvinha                      |          |
| Tyrannidae        | Pyrocephalus rubinus        | Príncipe                      |          |
| Tyrannidae        | Xolmis cinereus             | Primavera                     |          |
| Corvidae          | Cyanocorax chrysops         | Gralha-picaça                 |          |
| Hirundinidae      | Pygochelidon cyanoleuca     | Andorinha pequena de casa     |          |
| Troglodytidae     | Troglodytes musculus        | Curruira                      |          |
| Turdidae          | Turdus rufiventris          | Sabiá laranjeira              |          |
| Turdidae          | Turdus amaurochalinus       | Sabiá poca                    |          |
| Turdidae          | Turdus subalaris            | Sabiá ferreiro                |          |
| Mimidae           | Mimus saturninus            | Sabiá do campo                |          |
| Thraupidae        | Saltator similis            | Trinca-ferro verdadeiro       |          |
| Thraupidae        | Pyrrhocoma ruficeps         | Cabecinha castanha            |          |
| Thraupidae        | Tachyphonus coronatus       | Tiê preto                     |          |
| Thraupidae        | Tangara sayaca              | Sanhaçu cinzento              |          |
| Thraupidae        | Paroaria coronata           | Cardeal                       |          |
| Thraupidae        | Pipraeidea bonariensis      | Sanhaçu papa-laranja          |          |
| Thraupidae        | Tersina viridis             | Saí andorinha                 |          |
| Emberizidae       | Zonotrichia capensis        | Tico-tico                     |          |
| Emberizidae       | Sicalis flaveola            | Canário da terra              |          |
| Emberizidae       | Sporophila caerulescens     | Coleirinho                    |          |
| Parulidae         | Basileuterus leucoblepharus | Pula-pula assobiador          |          |
| Icteridae         | Cacicus haemorrhous         | Japim guaxe                   |          |
| Icteridae         | Cacicus chrysopterus        | Japim soldado                 |          |
| Icteridae         | Pseudoleistes guirahuro     | Chopim do brejo               |          |
| Icteridae         | Molothrus bonariensis       | Chopim gaudério               |          |
| Icteridae         | Sturnella superciliaris     | Polícia inglesa do sul        |          |
| Fringillidae      | Carduelis magellanica       | Pintassilgo                   |          |
| Fringillidae      | Passer domesticus           | Pardal                        | Invasora |